# Station Strzyżyno Słupskie
Station Strzyżyno Słupskie is een spoorwegstation in de Poolse plaats Strzyżyno.